# Термоліфтний ефект
Термоліфтний ефект (рос.эффект термолифтный, англ. thermolift effect; нім. Thermolifteffekt m) — у нафтовидобуванні явище піднімання рідини (нафти, води) у свердловині за рахунок зменшення її густини внаслідок нагрівання.
Термоліфт — технічна споруда у вигляді свердловини чи свердловина, в якій підіймання рідини (нафти, води) здійснюється за рахунок термоліфтного ефекту, а спосіб підіймання флюїду називається термоліфтним.